# Ninja Express
A Ninja Express 2021-ben bemutatott brit-amerikai animációs vígjátéksorozat, amelyet Francois Reczulski rendezett. A sorozatot az Entertainment One és a Frog Box Productions készítette.
Az Egyesült Királyságban 2021. július 3-án a CBBC, míg Magyarországon a Boomerang mutatta be 2022. január 17-én.

## Cselekmény
Létezik egy futárszolgálat, amely kiszállít mindent, mindenhová, méghozzá bármikor. A Ninja Express útját sem idő, sem tér nem állhatja. A színvonalas szolgáltatást három nindzsa működteti: Kiro, aki térben és időben mindent lát; Konpeki, aki bárhová könnyűszerrel elugrik az univerzumban; valamint Aka, aki bármilyen nagy csomagot szállítható méretűre zsugorít.

## Szereplők

### Főszereplők
| Szereplő | Eredeti hang    | Magyar hang      |
| -------- | --------------- | ---------------- |
| Kiro     | Alex Jordan     | Baráth István    |
| Konpeki  | Rasmus Hardiker | Rada Bálint      |
| Aka      | Rae Lim         | Szentirmai Zsolt |

### Magyar változat
- Felolvasó: Varga Gábor
- Magyar szöveg: Csigás Tünde
- Hangmérnők és vágó: Gajda Mátyás
- Gyártásvezető: Újréti Zsuzsa
- Szinkronrendező: Pupos Tímea
- További magyar hangok: Szrna Krisztián, Bordás János, Gardi Tamás, Berkes Bence, Németh Attila István, Seder Gábor, Megyeri János, Szabó Andor, Pap Katalin, Tokaji Csaba, Sipos Eszter Anna, Hám Bertalan, Tárnok Csaba, Gyurin Zsolt, Szokol Péter, Tokaji Csaba, Pekár Adrienn, Hermann Lilla, Fehér Péter, Sánta Annamária, Sörös Miklós, Sági Tímea, Gyöngy Zsuzsa, Moser Károly, Vámos Mónika, Csere Ágnes, Kelemen Noel, Engel-Iván Lili, Hegedűs Johanna, Gáll Dávid, Kardos Eszter

A szinkront az SDI Media Hungary készítette.

## Epizódok

### 1. évad
| #   | #   | Eredeti cím                     | Magyar cím                     | Írta                                                  | Rendezte | Eredeti premier     | Magyar premier   |
| --- | --- | ------------------------------- | ------------------------------ | ----------------------------------------------------- | -------- | ------------------- | ---------------- |
| 1.  | 1.  | Viking Beats                    | Viking ütem                    | Kim Claeys                                            |          | 2021. július 3.     | 2022. január 17. |
| 2.  | 2.  | Wooden Horse                    | Hintaló                        | Ciaran Murtagh és Andrew Barnett Jones                |          |                     | 2022. január 18. |
| 3.  | 3.  | The Ultimate Sword Remover      | Univerzális kard eltávolító    | Kim Claeys                                            |          |                     | 2022. január 17. |
| 4.  | 4.  | Damsel in Distress              | Megmentendő hercegnő           | Kim Claeys                                            |          | 2021. július 5.     | 2022. január 28. |
| 5.  | 5.  | A Flag                          | Zászló                         | Kim Claeys, Ciaran Murtagh és Andrew Barnett Jones    |          |                     | 2022. január 20. |
| 6.  | 6.  | What a Drag                     | Átrázós futam                  |                                                       |          |                     | 2022. január 19. |
| 7.  | 7.  | Deliving Daylights              | A krumpli markában             |                                                       |          |                     | 2022. január 27. |
| 8.  | 8.  | A Brick                         | Egy tégla                      | Ciaran Murtagh és Andrew Barnett Jones                |          |                     | 2022. január 28. |
| 9.  | 9.  | Soup                            | Leves                          |                                                       |          |                     | 2022. január 21. |
| 10. | 10. | Awesome Cleaning Robot          | Szuper takarító robot          | Evgenia Gloubeva                                      |          | 2021. július 3.     | 2022. január 23. |
| 11. | 11. | A Carriage                      | Hintó                          | Ciaran Murtagh és Andrew Barnett Jones                |          | 2021. július 7.     | 2022. január 22. |
| 12. | 12. | Ninja Cleaners                  | Nindzsa takarítók              | Alex Collier                                          |          | 2021. július 8.     | 2022. január 24. |
| 13. | 13. | Treasure Hunting                | Kincskeresés                   | Kim Claeys, Ciaran Murtagh és Andrew Barnett Jones    |          |                     | 2022. január 19. |
| 14. | 14. | Temple of Wishes                | Kinidzsi szentéje              | Kim Claeys, Ciaran Murtagh és Andrew Barnett Jones    |          |                     | 2022. január 21. |
| 15. | 15. | Hats off to the Ninjas          | Le a kalappal a nindzsák előtt | Tim Bain                                              |          |                     | 2022. január 27. |
| 16. | 16. | Mad for Mariachi                | Mariachi mánia                 |                                                       |          |                     | 2022. január 20. |
| 17. | 17. | A Magic Wand                    | Egy varázspálca                | Tim Bain                                              |          | 2021. július 6.     | 2022. január 26. |
| 18. | 18. | Straight from the Horse's Mouth | A paci kedvence                | Chris Chantler és Howard Read                         |          |                     | 2022. január 26. |
| 19. | 19. | An Epic Wave                    | Egy nagy hullám                | Myles McLeod                                          |          | 2021. július 14.    | 2022. január 25. |
| 20. | 20. | A Mammoth Wedding               | Hatalmas havaslagzi            | Howard Read                                           |          | 2021. július 9.     | 2022. január 24. |
| 21. | 21. | Fire                            | Tűz                            |                                                       |          |                     | 2022. január 22. |
| 22. | 22. | Egg                             | Tojás                          |                                                       |          | 2021. augusztus 22. | 2022. január 25. |
| 23. | 23. | By the Seaside                  | A tengerparton                 | Ciaran Murtagh és Andrew Barnett Jones                |          |                     | 2022. január 23. |
| 24. | 24. | Villain                         | Ellenlábas                     |                                                       |          |                     | 2022. január 18. |
| 25  | 25  | Figurine                        | Játékfigura                    |                                                       |          |                     |                  |
| 26  | 26  | Highland Fling                  | Felföldi játékok               |                                                       |          |                     |                  |
| 27  | 27  | Mega Hero Girl                  | Szuperhős lány                 | Becky Overton                                         |          |                     |                  |
| 28  | 28  | Making Music                    | Zene kell!                     |                                                       |          |                     |                  |
| 29  | 29  | The Balloon                     |                                | Cédric Chauveau, Ciaran Murtagh és François Reczulski |          |                     |                  |
| 30  | 30  | The Balloon                     | A lufballon                    |                                                       |          |                     |                  |
| 31  | 31  | Cuckoo Car                      |                                |                                                       |          |                     |                  |
| 32  | 32  | The Nanny                       | A dadus                        |                                                       |          |                     |                  |
| 33  | 33  | Giant Trousers                  |                                | Ciaran Murtagh és François Reczulski                  |          |                     |                  |
| 34  | 34  | Operation Potato                |                                | Cédric Chauveau, Ciaran Murtagh és François Reczulski |          |                     |                  |
| 35  | 35  | Gnome Sweet Gnome               | Törpe galamb                   | Ciaran Murtagh és François Reczulksi                  |          |                     |                  |
| 36  | 36  | Monster Shield                  |                                | Ciaran Murtagh és François Reczulski                  |          |                     |                  |
| 37  | 37  | Ninja Detective                 |                                |                                                       |          |                     |                  |
| 38  | 38  | Canned                          | Konzervnyitó                   |                                                       |          |                     |                  |
| 39  | 39  | Ninja Pong                      |                                |                                                       |          |                     |                  |
| 40  | 40  | The Pre-Hysteric Race           | Ős-kórus futam                 |                                                       |          |                     |                  |
| 41  | 41  | Beatbox                         | Szájdob                        |                                                       |          |                     |                  |
| 42  | 42  | Home Orc                        |                                | Ciaran Murtagh és François Reczulski                  |          |                     |                  |
| 43  | 43  | A New Rug                       | Új szőnyeg                     |                                                       |          |                     |                  |
| 44  | 44  | Trainee Witch                   | Boszorkány tanonc              | Ciaran Murtagh és François Reczulski                  |          |                     |                  |
| 45  | 45  | Ninja against Ninja             |                                | Ciaran Murtagh és François Reczulski                  |          |                     |                  |
| 46  | 46  | Peaceful Planet                 | Békés bolygó                   | Ciaran Murtagh és François Reczulski                  |          |                     |                  |
| 47  | 47  | Magic Tournament                | Varázslótusa                   |                                                       |          |                     |                  |
| 48  | 48  | Temper Tantrums                 |                                |                                                       |          |                     |                  |
| 49  | 49  | Mega Feline                     | Szuperkandúr                   | Ciaran Murtagh                                        |          |                     |                  |
| 50  | 50  | The Toymaker                    | A játék készítő                | Ciaran Murtagh                                        |          |                     |                  |
| 51  | 51  | Sweet Smell of Success          |                                | Ciaran Murtagh                                        |          |                     |                  |
| 52  | 52  | Three Wishes                    | Három kívánság                 |                                                       |          |                     |                  |